# Эвен-Мальмезон
Эвен-Мальмезон (фр. Évin-Malmaison) — коммуна во Франции, регион О-де-Франс, департамент Па-де-Кале, округ Ланс, кантон Энен-Бомон-2. Расположена в 17 км к востоку от Ланса и в 24 км к югу от Лилля, на берегу канала Дёль, в 2 км от автомагистрали А21 «Рокад Миньер». На северной границе коммуны находится железнодорожная станция Острикур линии Париж-Лилль.
Население (2018) — 4 588 человек.

## Достопримечательности
- Церковь Святого Ведаста XVI века
- Руины монастыря XVIII века

## Экономика
Бывший центр добычи угля, в настоящее время в городе открыто несколько предприятий по производству потребительских товаров.
Структура занятости населения:
- сельское хозяйство — 1,1 %
- промышленность — 14,4 %
- строительство — 4,4 %
- торговля, транспорт и сфера услуг — 22,0 %
- государственные и муниципальные службы — 58,1 %

Уровень безработицы (2017) — 18,6 % (Франция в целом — 13,4 %, департамент Па-де-Кале — 17,2 %). 

Среднегодовой доход на 1 человека, евро (2018) — 17 930 (Франция в целом — 21 730, департамент Па-де-Кале — 19 200).

## Демография
Динамика численности населения, чел.

## Администрация
Пост мэра Эвен-Мальмезона с 2015 года занимает Валери Пети (Valérie Petit). На муниципальных выборах 2020 года возглавляемый ею левый список победил во 2-м туре, получив 50,83 % голосов.
| Период | Период | Фамилия           | Партия                               | Примечания               |
| ------ | ------ | ----------------- | ------------------------------------ | ------------------------ |
| 1977   | 1989   | Огюстен Дютийёль  | Социалистическая партия              |                          |
| 1989   | 2001   | Адольф Ванданбош  |                                      |                          |
| 2001   | 2014   | Бернар Сташевски  | Коммунистическая партия              | государственный служащий |
| 2014   | 2015   | Даниэль Гозковски | Социалистическая партия              | директор школы           |
| 2008   |        | Валери Пети       | Социалистическая партия Разные левые | бухгалтер                |